# Hydriomena elutata
Hydriomena elutata är en fjärilsart som beskrevs av Jacob Hübner 1796-1799. Hydriomena elutata ingår i släktet Hydriomena och familjen mätare. Inga underarter finns listade i Catalogue of Life.